# انتخابات ریاست‌جمهوری قره‌باغ کوهستانی (۲۰۱۲)
انتخابات ریاست‌جمهوری در ۱۹ ژوئیه ۲۰۱۲ در جمهوری قره‌باغ برگزار شد. نتیجه آن پیروزی باکو ساهاکیان رئیس‌جمهور حاکم بود که - درصد آرا (دو سوم آرا) را کسب نمود. 

## نتایج
| کاندیدا                | کاندیدا                | حزب                    | آراء   | ٪      |
| ---------------------- | ---------------------- | ---------------------- | ------ | ------ |
|                        | باکو ساهاکیان          | مستقل                  | ۴۷٬۰۹۵ | ۶۶٫۶۵  |
|                        | ویتالی بالاسانیان      | مستقل                  | ۲۲٬۹۶۷ | ۳۲٫۵۱  |
|                        | آرکادی سوقومونیان      | مستقل                  | ۵۹۳    | ۰٫۸۴   |
| کل                     | کل                     | کل                     | ۷۰٬۶۵۵ | ۱۰۰٫۰۰ |
|                        |                        |                        |        |        |
| آراء معتبر             | آراء معتبر             | آراء معتبر             | ۷۰٬۶۵۵ | ۹۶٫۸۴  |
| آراء نامعتبر/سفید      | آراء نامعتبر/سفید      | آراء نامعتبر/سفید      | ۲٬۳۰۳  | ۳٫۱۶   |
| کل آراء                | کل آراء                | کل آراء                | ۷۲٬۹۵۸ | ۱۰۰٫۰۰ |
| رأی‌دهندگان ثبت‌نام کرده | رأی‌دهندگان ثبت‌نام کرده | رأی‌دهندگان ثبت‌نام کرده | ۹۹٬۲۲۷ | ۷۳٫۵۳  |
| منبع: CEC              |                        |                        |        |        |